# Crise diplomática entre Estados Unidos e Paquistão
Crise diplomática entre Estados Unidos e Paquistão referem-se a deterioração das relações entre os dois países e a OTAN devido aos incidentes militares, escaramuças de fronteira e confrontos entre o Paquistão e os Estados Unidos, que ocorreram ao longo da fronteira entre o Afeganistão e o Paquistão desde o final de 2008 até o final de 2012. Isso afetaria gravemente as relações entre ambos os países, uma vez que o Paquistão comprometeu-se a ajudar os Estados Unidos em sua luta contra o terrorismo na chamada Guerra ao Terror. Estes incidentes envolveram as Forças Armadas dos Estados Unidos e as forças da Força Internacional de Assistência para Segurança (ISAF), que estavam presentes no Afeganistão combatendo os insurgentes do Talibã e da al-Qaeda, e contra as Forças Armadas do Paquistão  em uma série de escaramuças que cessariam pouco depois do ataque da OTAN em 2011 no Paquistão.
A crise agravaria depois que um comando estadunidense invadiu o espaço aéreo paquistanês e matou o então líder da al-Qaeda, Osama bin Laden, na cidade de Abbottabad, no norte do Paquistão em 2 de maio de 2011, e se intensificaria ainda mais quando um comando de helicópteros da OTAN atacou as forças paquistanesas na cidade de Salala em 26 de novembro de 2011, matando 26 soldados e deixando um saldo de 14 feridos. 
Os dois lados em última análise, fariam as pazes e continuariam colaborando em operações contra grupos insurgentes no Paquistão após um oficial — ainda que breve — pedido de desculpas pela então secretária de Estado dos Estados Unidos Hillary Clinton em 3 de julho de 2012 sobre a perda de vidas sofrida pelo exército paquistanês.

## Contexto
Desde o início da Guerra ao Terror em 2001 e da subsequente invasão do Afeganistão pelos Estados Unidos para derrubar o regime Talibã e  destruir a al-Qaeda, os Estados Unidos lançam vários ataques aéreos em todo o noroeste do Paquistão visando atingir  militantes relacionados à Guerra no Afeganistão, que fugiram do país e procuraram abrigo temporário na fronteira com as áreas tribais paquistanesas. Estes ataques têm sido criticados pelo Paquistão, como uma violação da soberania nacional, e resultariam em tensas relações diplomáticas entre os dois países. Também tem causado um alvoroço entre a população civil e os políticos paquistaneses e alimentado sentimentos antiamericanos. Desde junho de 2004,  as forças armadas dos Estados Unidos lançam dezenas de ataques com veículos aéreos não tripulados contra alvos presumidos dos talibãs, matando centenas de militantes e civis.
Estes ataques com drones têm sido objeto de fortes críticas do Paquistão, que afirma que esta não é a melhor maneira de combater o terrorismo e que isso terá o resultado inevitável de unir os lideres tribais ao longo da fronteira com os talibãs e contra os Estados Unidos. O Paquistão havia  anteriormente coordenado  ataques com mísseis com os estadunidenses, mas os Estados Unidos, desde então, realiza ataques sem informar as autoridades paquistanesas. Os soldados paquistaneses receberiam, então, ordens para neutralizá-los.